# Susreti bliske vrste
Susreti bliske vrste je 26. epizoda strip edicije Marti Misterija. U SR Srbiji, tada u sastavu SFRJ, ova epizoda je objavljena prvi put u junu 1985. godine kao vanredno izdanje Lunov magnus stripa #26. u izdanju Dnevnika iz Novog Sada. Cena sveske bila je 120 dinara (1,4 DEM; 0,45 $). Ova sveska sadrži 1. deo duže epizode.

## Originalna epizoda
Ova epizoda je premijerno objabljena u dve sveske. Prvi deo je objavljen1. maja 1984. u Italiji u svesci #25 pod nazivom Il monstro d'acciaio za izdavačku kuću Boneli (Italija). Cena je bila 800 lira ($0,56; 1,39 DEM). Drugi deo je objavljen 1.6.1984.u svesci #26. pod nazivom Incontri ravvicinati. Epizodu je nacrtao Đankarlo Alesandrini, a scenario je napisao Alfredo Kasteli. Naslovnu stranu nacrtao je Đankarlo Alesandrini.

## Dve epizode u jednoj svesci
Ova sveska sadrži dve epizode. Jednu pod originalnim nazivom Susreti bliske vrste (str. 3-96) i drugu koja koja nema ime (strani 97-164), a koja se u originalu zove Zločin Marti Misterije. Međutim, pošto na stranici 97 nije stavljen naslov druge epziode, na prvi pogled izgelda kao da je ovo jedna dugačka epizoda.

## Kratak sadržaj
Od javnog beležnika Martinu stiže pismo koje je ostavio njegov pokojni otac da se otvori 20 godina po njegovoj smrti. Pismo, koje će Martinu dati novi pogled na ljude u crnom, a zahvaljujući kome će i Aboridžani, a pogotovo Kundingasi zazuzeti svoje značajno mesto u serijalu.
Detaljniji sadržaj. Prolog. Melburn 1964. Godine. Grupa ljudi ubija čoveka. Glavna priča: Njujorku 1984. godine. Javni beležnik Pemberton obaveštava Martija Misteriju da se u sefu nalazi paket za njega od njegovih roditelja, koji je tu ostavljen 1965. godine. Marti se priseća perioda pre 20 godina, kada su njegovi roditelji poginuli u saobraćajnoj nesreći, leteći avionom iz Australije za Ameriku. Martijev otac se bavio korporativnim financijama i želeo je da Marti upiše ekonomiju i trgovinu. Nije bio zadovoljan što mladi Marti čita knjige o Atlantidi i što je upisao antropologiju. Martijevog oca su kontaktirali Ljudi u crnom, nakon čega je on postao njihov član 1952. ili 1953. godine, nakon što je objavio u novinama tekst da “NLO može da ugrozi ekonomiju”. Ljudi u crnom su mu objasnili da veruju da vanzemaljci postoje i da tu činjenicu treba držati podalje od šire javnosti. Martijev otac im je pristupio i prisustvovao jednom događaju u Australiji, gde su ljudi u crnom sabotirali sletanje vanzemaljaca na Zemlju. Pobivši sve vanzemaljce i australijske Aboridžine koji su ih dočekali, u nadi da će to odvratiti vanzemaljce da ikada ponovo slete na Zemlju. Martijev otac ovo nije mogao da toleriše i zbog toga su Ljudi u crnom organizovali njegovo ubistvo obarajući avion 1965. godine.

## Reprize ove epizode
U Srbiji je ova epizoda reprizirana u knjizi #4 kolekcionarske edicije Biblioteka Marti Mistrija koju je objavio Veseli četvrtak, 17.7.2022. U Italiji je epizoda prvi put reprizirana u 1. februara 1991. godine u okviru edicije Tutto Martyn Mystere, dok je u Hrvatskoj prvi put reprizirana kao #14. u izdanju Libelusa 18.4.2008. pod nazivom Tunguska!.  Ova epizoda je u Italiji izašla još u Raccolti, #11/12 i u tuttoMystere seriji #22/24.

## Prethodna i naredna sveska vanrednog izdanja LMS
Prethodna sveska nosila je naziv Povratak iz mrtvih (#25), a naredna Kristalna kugla (#27).
Pogledati još: Marti Misterija (vanredno izdanje LMS)